# Дуже хороші дівчатка
«Дуже хороші дівчатка» («Very Good Girls») — американська кінодрама 2013 року, знята режисером Наомі Фонер, з Елізабет Олсен і Дакотою Феннінг у головних ролях.

## Сюжет
У центрі сюжету дві найкращі подруги — Лілі та Джеррі. Перед коледжем вони домовляються втратити цноту, і випадково закохуються в одного і того ж вуличного художника — Девіда. Їхня дружба вперше проходить тяжке випробування.

## У ролях
- Елізабет Олсен — Джері
- Дакота Феннінг — Лілі Бергер
- Кларк Грегг — Едвард
- Кірнан Шипка — Елеонора
- Стерлінг Джонс — хлопчик з пляжу
- Ленні Платт — хлопчик з пляжу
- Бойд Голбрук — Девід
- Еллен Баркін — Норма
- Клер Фолі — епізод
- Рослін Каррі — епізод
- Демі Мур — Кейт
- Річард Дрейфус — епізод
- Пітер Сарсгаард — епізод
- Оуен Кемпбелл — епізод
- Стеффсен Брендін — епізод
- Джеймс Дженнер — епізод
- Фініс Ейвері — епізод
- Кетлін Бейлі — епізод
- Розмарі Говард — епізод

## Знімальна група
- Режисер — Наомі Фонер
- Сценарист — Наомі Фонер
- Оператор — Боббі Буковскі
- Композитор — Дженні Льюїс
- Художник — Шерон Ломофскі
- Продюсери — Лі Клей, Пітер Грейвз, Нортон Геррік, Гейл Енн Герд, Гоук Кох, Майкл Лондон, Мері Джейн Скалскі, Дженіс Вільямс